# تپه نفته
تپه نفته مربوط به عصر مس و سنگ - دوره سلجوقیان است و در شهرستان کرمانشاه، بخش مرکز ی، روستای یاوری واقع شده و این اثر در تاریخ ۷ خرداد ۱۳۸۷ با شمارهٔ ثبت ۲۲۸۱۶ به‌عنوان یکی از آثار ملی ایران به ثبت رسیده است.